# Psychopathia Sexualis
Psychopathia Sexualis är den engelska noisegruppen Whitehouse' sjunde studioalbum, släppt 1982 genom Come Organisation. Det genomgående temat på albumet är seriemördare.

## Låtlista
1. "Peter Kürten" – 3:51
2. "Edward Paisnel" – 3:44
3. "Boston Strangler" – 4:00
4. "Peter Sutcliffe" – 3:34
5. "Fritz Haarman" – 4:10
6. "Ian Brady och Myra Hindley" – 2:58
7. "Graham Young" – 4:36
8. "Vulcan Air Attack Mission" – 1:53
9. "Pleazure für Frauen" – 2:21
10. "Live Action 4 (Complete)" – 7:51
11. "Genesis of the New Weapons" – 1:01